# Miguel Contreras Torres
Miguel Contreras Torres (Morelia, 28 settembre 1899 – Città del Messico, 5 giugno 1981) è stato un regista, sceneggiatore e produttore cinematografico messicano che lavorò anche come attore, montatore e direttore della fotografia.

## Filmografia

### Regista
- El relicario (1927)
- Soñadores de gloria (1932)

- La noche del pecado (1933)

- La rivolta del Messico  (Juárez y Maximiliano), co-regia di Raphael J. Sevilla (1934)
- ¡Viva México! (1934)
- Tribu (1935)
- No matarás (1935)
- No te engañes corazón (1937)
- La paloma (1937)
- La golondrina (1938)
- La rivolta del Messico (The Mad Empress) (1939)
- Hombre o demonio (1940)
- Hasta que llovió en Sayula (1941)
- Caballería del imperio (1942)
- Simón Bolívar (1942)
- El padre Morelos (1943)

- L'ultimo ribelle (El último rebelde) (1958)
- Pueblo en armas (1959)
- ¡Viva la soldadera! (1960)
- El hermano Pedro (1967)

### Produttore
- El relicario, regia di Miguel Contreras Torres (1927)
- Soñadores de gloria, regia di Miguel Contreras Torres (1932)
- La noche del pecado, regia di Miguel Contreras Torres (1933)

### Sceneggiatore
- El relicario, regia di Miguel Contreras Torres (1927)
- Soñadores de gloria, regia di Miguel Contreras Torres (1932)

- Hombre o demonio, regia di Miguel Contreras Torres (1940)

### Attore
- El zarco
- El caporal
- Los dorados (1921)

- El relicario, regia di Miguel Contreras Torres (1927)

- Soñadores de gloria, regia di Miguel Contreras Torres (1932)
- Revolución, regia di  e Antonio Moreno (1933)
- Tribu (1935)
- La paloma, regia di Miguel Contreras Torres (1937)
- La golondrina (1938)
- Rancho de mis recuerdos (1946)